# Havasi iszalag
A havasi iszalag (Clematis alpina) a boglárkafélék családjába tartozó, Magyarországon védett növényfaj. Egyéb elnevezései: havasi bércse, bércfolyondár, berling.

## Megjelenése

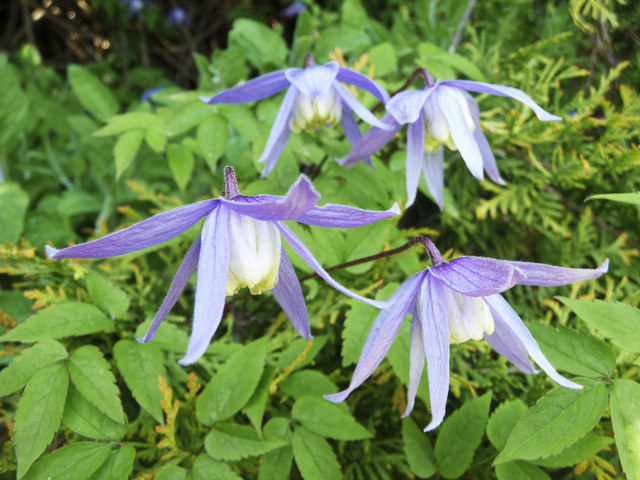
Virága

A havasi iszalag elfásodó szárú, 1–2 (ritkán 2,5) m hosszú, kúszó liánnövény. Az idősebb példányok kérge szalagosan leváló. Vesszői fénylően vörösesek vagy sárgásbarnák, szőrtelenek, kissé hatbordájú keresztmetszetűek, belsejük üreges. A levelek átellenesen állnak, 10–15 cm hosszúak, kétszeresen-hármasan összetettek, hosszú nyelűek. (Ritkán egyszerűen hármasak vagy szárnyaltak) A levélkék hosszúkás-tojásdadok vagy lándzsásak, egyenlőtlenül sűrűn bevagdalt-fűrészesek. A növény a kacsszerűen csavarodó levélgerinc és a levélke nyele révén tud kapaszkodni. Ősszel barnászöldre színeződik.
Május-júniusban virágzik. A virágok a rövid leveles hajtás végén 8–12 cm hosszú kocsányon magánosan ülnek. A virágtakaró levelek (csésze) világoslilák vagy liláskékek, 3–4 cm hosszúak, keskeny-hosszúkásak vagy lándzsásak, külső oldalukon pelyhesek, erősebben szőrös szegéllyel. Számuk 4(-5). Porzó számos van, a külsők meddők, laposak, sárgák és legalább fele olyan hosszúak, mint a szirmok.
Termése aszmagcsokor, amelynek egyes terméskéi kb. 3 cm hosszú, szürkésfehér, tollas repítőkészülékkel rendelkeznek. A sötétbarna aszmag 3,5–4 mm hosszú, széles tojásdad, oldalról lapított, benne egyetlen maggal.
Két alfaját, illetve ezeken belül 9 változatát írták le:
- C. alpina alpina - Alpok, Kárpátok, Észak-Balkán; virága világoskék-liláskék
- C. alpina sibirica - Szibéria, Északkelet-Európa; virága krémszínű, sárgásfehér, ritkán halvány ibolyaszínű

## Elterjedése
Eredetileg feltehetően Északkelet-Ázsiában volt honos, ahonnan már a harmadidőszakban eljutott Európába és ott a kontinens középső részét szigetszerűen (kb. 1000 km-re az ázsiai állományoktól) belakta. A közép-európai élettér két régióra oszlik: Nyugat-Alpok és Appenninek; valamint Kelet-Alpok, Kárpátok, Észak-Balkán. Magyarországon főleg a Bükk, ezen kívül a Mátra és a Zemplén magasabb hegytömbjein (többek között a Kékesen) él.

## Életmódja

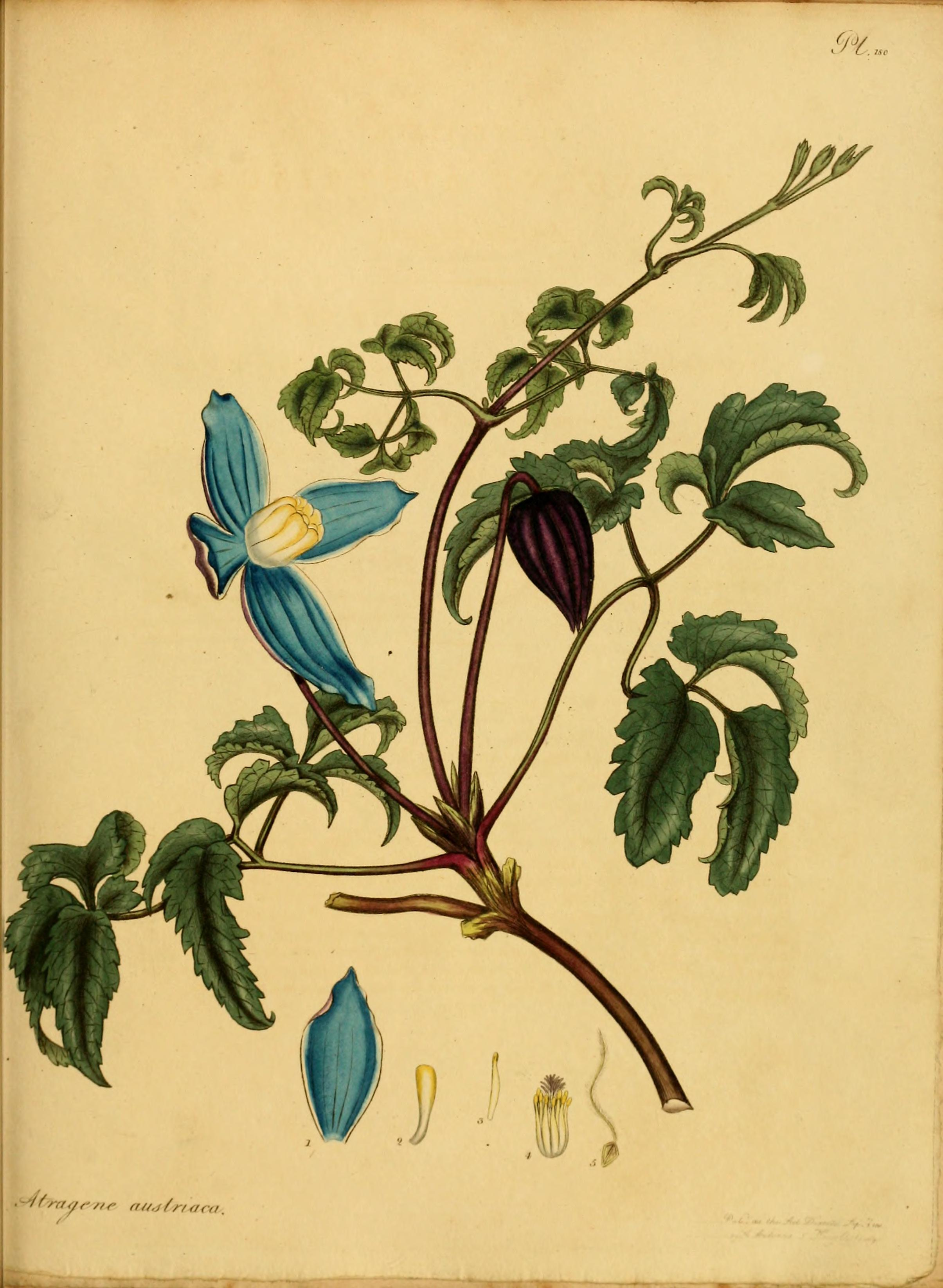
Ábrázolása egy angol botanikakönyvben (1797)

Szubalpin, magashegységi faj, inkább az 1000–2400 m közötti hűvös, csapadékos éghajlatú élőhelyeket kedveli, de szurdokokban 300 m-ig is leereszkedhet. Fenyvesek cserjeszintjén, alhavasi cserjésekben, szurdokokban lehet találkozni vele. Fényigényes, mérsékelten árnyéktűrő. A hideget, fagyokat jól viseli. A laza, nedves, bázisokban gazdag, tápanyagszegény, sziklás, törmelékes talajt részesíti előnyben. Inkább mészkedvelő, de megtalálható mészmentes élőhelyen is.
Május-júniusban nyílik, nektártermelő virágait méhek és darazsak porozzák be. Termése augusztus-szeptemberre érik meg, ezután a terméscsokor széthullik és a terméseket a szél a repítőtoll segítségével messzire repíti.

## Természetvédelmi helyzete
A havasi iszalag nem szerepel a Természetvédelmi Világszövetség Vörös listáján. Több környező országban védett, Szlovákiában sebezhető, Szerbiában veszélyeztetett, Burgenlandban súlyosan veszélyeztetett státusza van. Magyarországon 1982 óta áll védettség alatt, természetvédelmi értéke 10 000 Ft. Bizonyosan kb. 30 helyről ismert, de a pl. a Zemplénben egyetlen állományáról van tudomásunk. Fő veszélyeztető tényezői az éghajlat melegedése, ill. a vadállomány (főleg a muflon) legelése.

## Taxonómiája
A fajt Linné írta le elsőként 1753-ban Atragene alpina néven. A Clematis nemzetségbe Philip Miller helyezte át 1768-ban. A nemzetségnév a görög klémátisz-folyondár, indás növény latinosított formája, az alpina havasit jelent. A magyar iszalag név délszláv eredetű, először 1570 körül bukkan fel írásban.
A faj szinonimái:  
- Anemone atragene K.Krause
- Atragene alpina L.
- Atragene austriaca Scop.
- Atragene clematides Crantz
- Clematis alpina var. kraettliana Schröt.
- Clematis alpina var. lactea Beck
- Clematis alpina var. pallida Ausserd. ex Hegi
- Clematis alpina var. subbiternata Beck
- Clematis alpina subsp. wenderothii Schltdl. ex Kuntze
- Clematis alpina f. fauriei (H.Boissieu) Y.Tateishi
- Clematis alpina var. fauriei (H. Boissieu) W.J. Yang & L.Qian Li
- Clematis fauriei (H.Boissieu) M.Johnson
- Clematis ochotensis f. fauriei (H.Boissieu) Kadota
- Clematis ochotensis var. fauriei (H.Boissieu) Murai
- Clematis ochotensis var. ternata Nakai
- Clematis alpina var. japonica (Nakai ex H.Hara) T.Shimizu
- Clematis fusijamana (Kuntze) M.Johnson
- Clematis ochotensis f. apiciflora H.Hara
- Clematis ochotensis var. japonica Nakai ex H.Hara
- Atragene alpina var. ochotensis (Pall.) Regel & Tiling
- Atragene ochotensis Pall.
- Atragene ochotensis subsp. caerulescens Kom.
- Atragene platysepala Trautv. & C.A.Mey.
- Clematis alpina var. chinensis Maxim.
- Clematis alpina var. hexasepala Kuntze
- Clematis alpina var. ochotensis (Pall.) S.Watson
- Clematis alpina var. ochotensis (Pall.) Kuntze
- Clematis ochotensis (Pall.) Poir.
- Clematis platysepala (Trautv. & C.A.Mey.) Hand.-Mazz.
- Clematis sibirica var. ochotensis (Pall.) S.H.Li & Y.H.Huang
- Atragene alpina var. sibirica (L.) Regel & Tiling
- Atragene alpina subsp. sibirica (L.) Á.Löve & D.Löve
- Atragene sibirica L.
- Atragene speciosa Weinm.
- Atragene speciosa subsp. saxatilis Kuvaev & Sonnikova
- Atragene tianschanica Pavlov
- Clematis alpina var. alba Davis
- Clematis alpina var. altaica Kuntze
- Clematis alpina var. sibirica (L.) C.K.Schneid.
- Clematis alpina var. sibirica (L.) Kuntze
- Clematis sibirica (L.) Mill.
- Clematis sibirica var. tianschanica (Pavlov) M.Johnson
- Clematis sibirica var. tianzhuensis M.S.Yan & K.Sun
- Clematis turkestanica M.Johnson

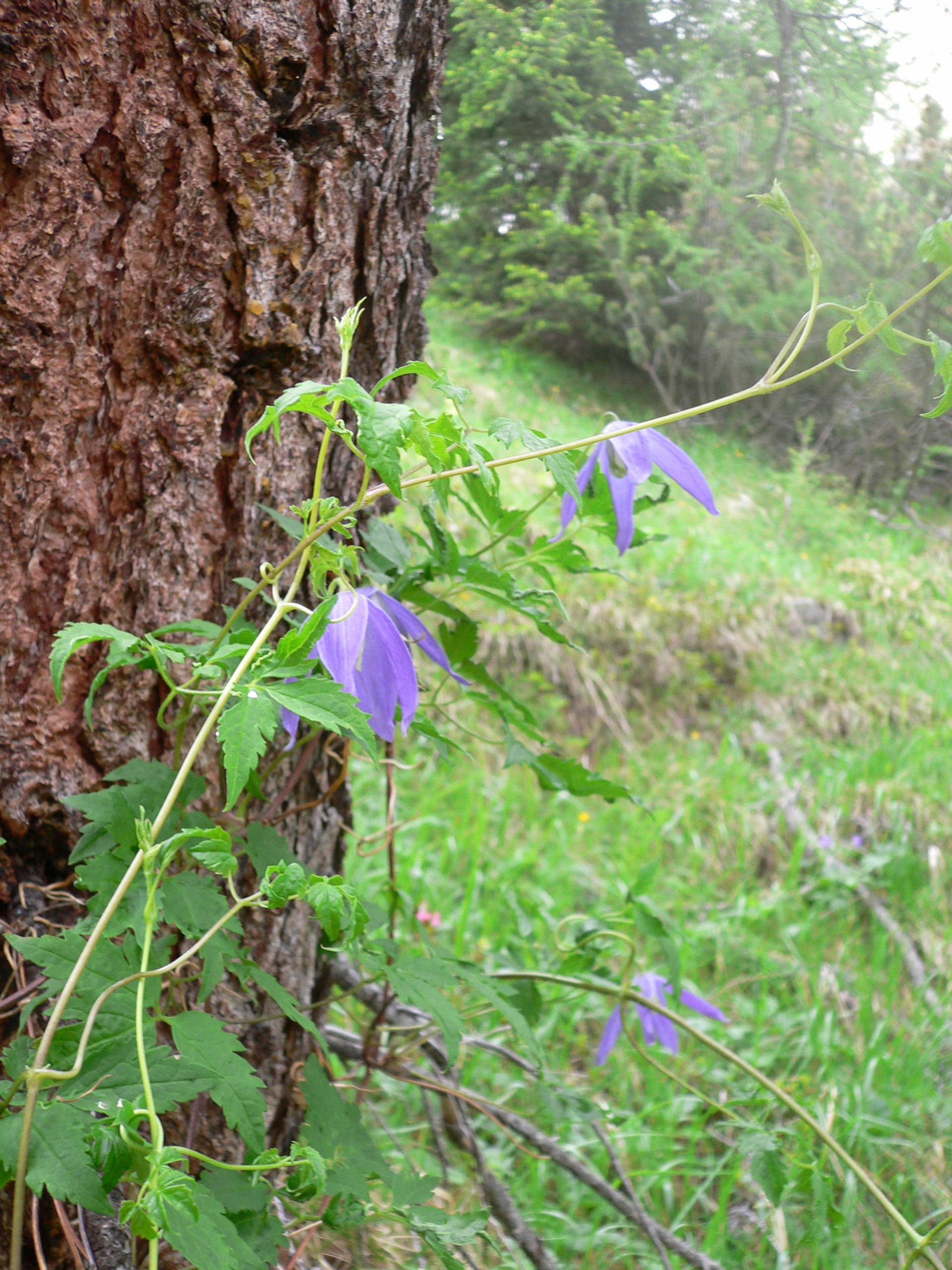
Virágzó havasi iszalag
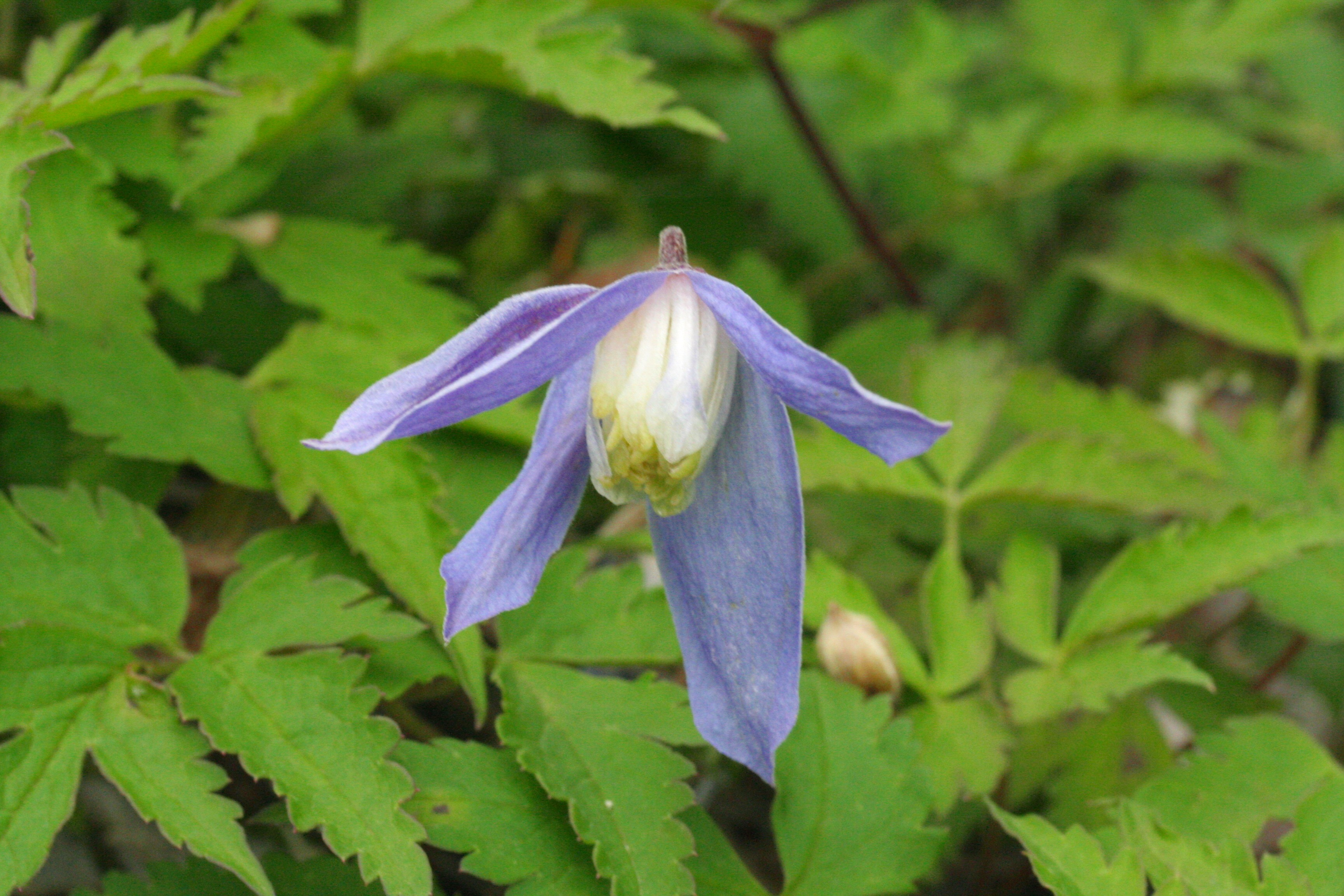
Virága
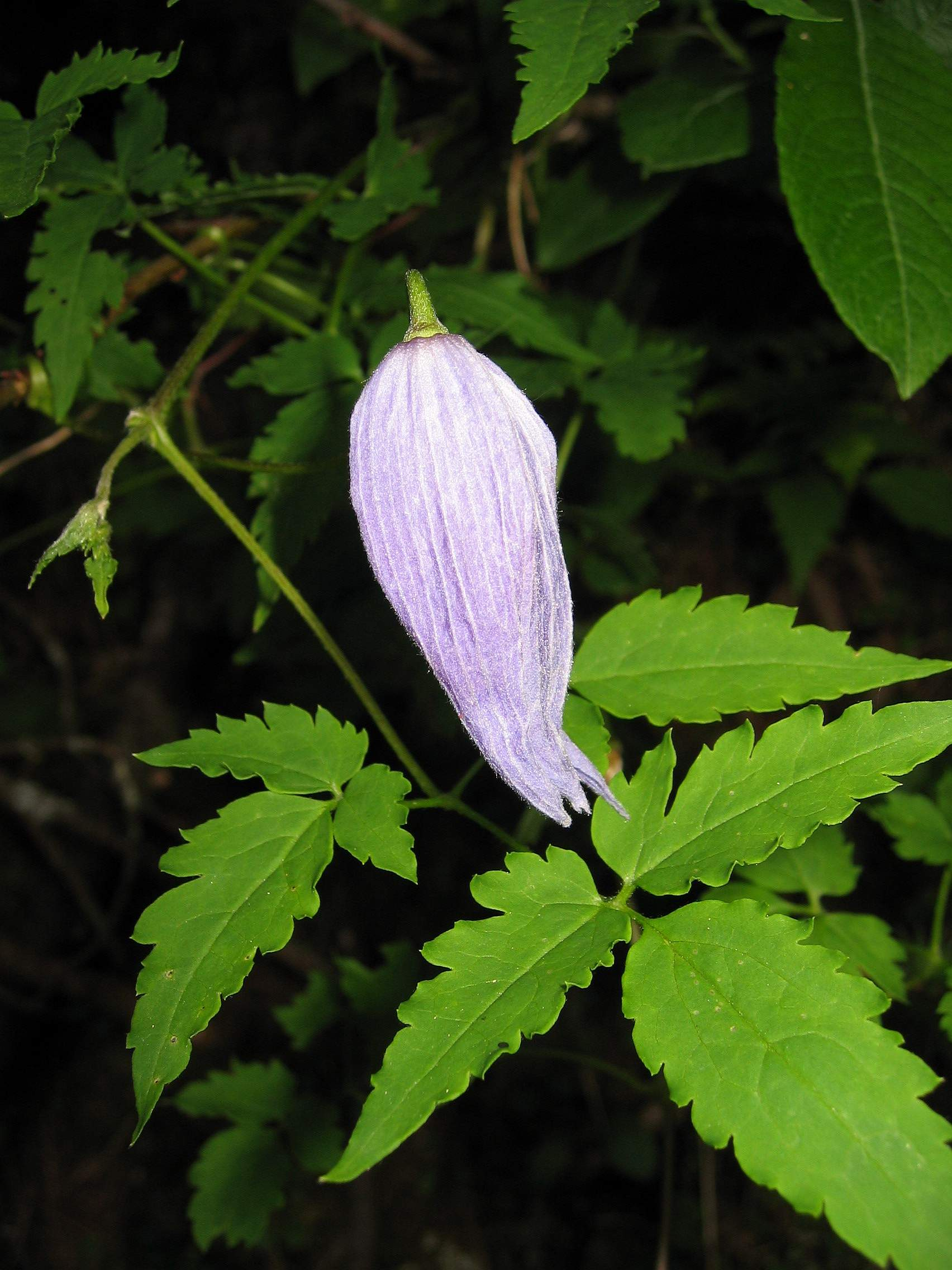
Levele
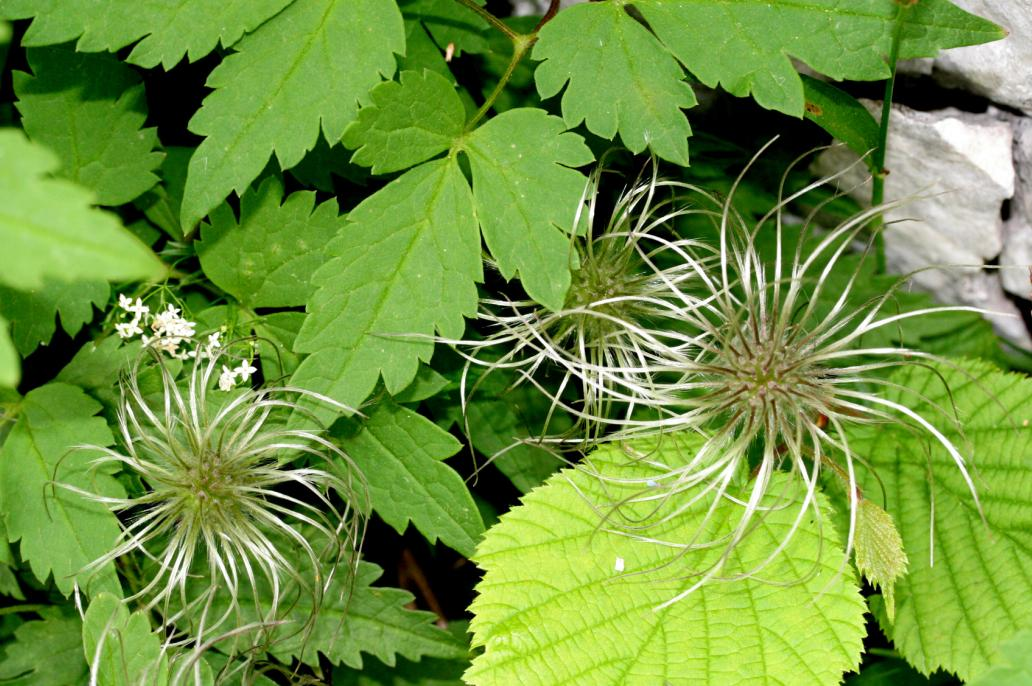
Termése
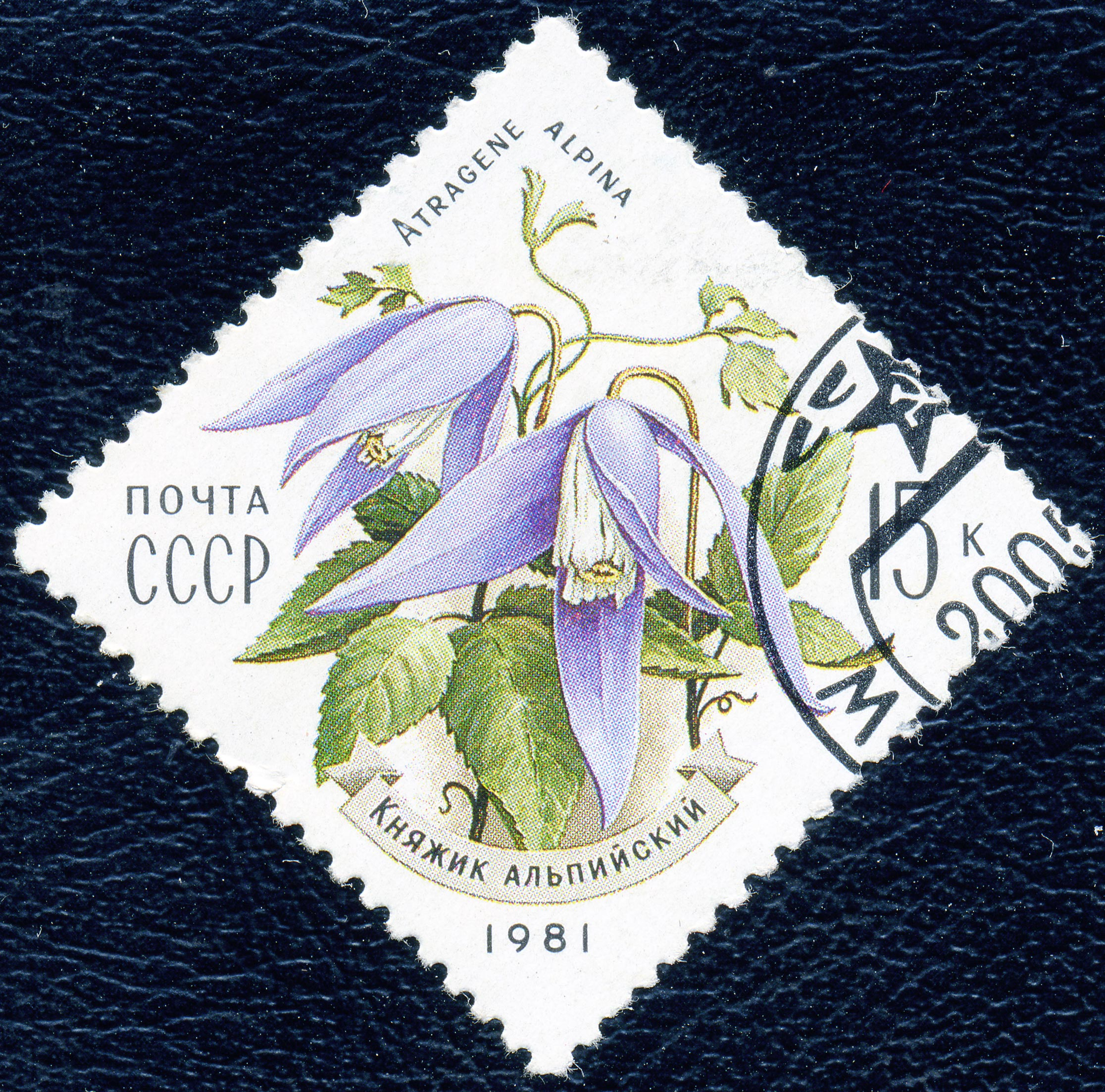
Ábrázolása szovjet bélyegen